# Річард Маркс
Рі́чард Но́ел Маркс (англ. Richard Noel Marx; нар. 16 вересня 1963, Чикаго, штат Іллінойс, США) — американський автор і виконавець повільних композицій на романтичні теми (балад), поп-рок співак, музичний продюсер.
І хоча більшість його величних хітових пісень були повільними баладами, багато його пісень були в класичному рок стилі, такі пісні як "Don't Mean Nothing, " "Should've Known Better, " "Satisfied, " і «Too Late To Say Goodbye».
Річард Маркс став рекордсменом як перший соло співак, який має свої перші 7 (сім) синглів хітів у чарті Top 5 Billboard Hot 100 (3, 3, 2, 1, 1, 1, 4).
Продажі його записів в усьому світі перевищують 30 мільйонів.
Найвідоміший у світі сингл — «Right Here Waiting».

## Біографія
Музика оточувала його з дитинства. Його мати була співачкою, а батько успішно створював рекламні етюди, які виконував п'ятирічний Річард. В юності Річард брав уроки гри на піаніно та гітарі і практикувався у виконанні пісень з репертуару Біллі Джоела і Лайонела Річі.
Коли Річард підріс, він став думати про музичну кар'єру і після закінчення школи перебрався жити у Лос-Анджелес.
У середині 1980-х Маркса можна було почути на бек-вокалі в концертах таких популярних виконавців, як Мадонна та Вітні Х'юстон. Він підспівував Лайонелу Річі при запису його суперхіту «All Night Long» (1984). Тоді ж почав писати власні пісні, які спочатку виконував гурт «Chicago» і король пісень про любов Кенні Роджерс.
У 1987 р. нарешті вийшов дебютний альбом Річарда Маркса. Він зробив співака-початківця суперзіркою і дуже скоро три його композиції — «Hold On to the Nights», «Satisfied» и «Right Here Waiting» — опинились на вершині Billboard Hot 100 (офіційного хіт-параду США).
Протягом 1990-х публіка поступово остигала до сольних робіт Річарда, який знову став писати пісні для інших, популярніших виконавців. Так наприклад, він написав і спродюсував для Сари Брайтман композицію «The Last Words You Said», в якій він проспівав з Сарой дуетом, в 1999, а в 2000 написав музику до «To Where You Are» для Джоша Ґробана.
На 49-й церемонії вручення премій Греммі (2004) Маркс був нагороджений в одній з найпрестижніших номінацій — «пісня року» (за написану для покійного Лютера Вендросса пісню «Dance with My Father»).

## Особисте життя
Перша дружина — співачка, актриса і танцівниця Синтія Родс. Річард і Синтія одружилися 8 січня 1989 року. У шлюбі у пари народилися три сини: Брендон (1990), Лукас (1992) та Джессі (1994). Сім'я проживала у штаті Іллінойс, у містечку Лейк Блафф біля Чикаго. 4 квітня 2014 року, після 25 років шлюбу, подружжя заявило про розлучення.
Друга дружина — телеведуча та модель Дейзі Фуентес. Річард і Дейзі одружилися 23 грудня 2015 року.

## Дискографія
- 01 — Richard marx (1987)
- 02 — Repeat offender (1989)
- 03 — Rush street (1991)
- 04 — Paid vacation (1993)
- 05 — Ballads (1994)
- 06 — Ballads (Then Now and Forever) — Тайванська версія
- 07 — Flesh & bone (1997)
- 08 — Greatest Hits (1997)
- 09 — Greatest Hits (1999) — Азійська версія
- 10 — Days In Avalon (2000)
- 11 — Days In Avalon (Азійська версія)
- 12 — My Own Best Enemy (2004)
- 13 — Duo (2008)
- 14 — Emotional Remains (2008)
- 15 — Sundown (2008)
- 16 — Christmas Spirit (2012)
- 17 — Beautiful Goodbye (2014)

- 18 — LIMITLESS (2020)
- 19 — Songwriter (2022)